# 요정의 아리아와 죽음의 왈츠
요정의 아리아와 죽음의 왈츠(영어: Faerie's Aire and Death Waltz) (즈데넥 G. 피비히에게 바친다 (from "A Tribute to Zdenko G. Fibich))는 미국의 작곡자 존 스텀프 (John Stump)가 작곡한 곡이다.
이 곡은 역대 알려진 가장 어려운 피아노 곡이자 최대 난곡이라 불리는 곡이다. 매우 복잡한 구조의 악보로 되어있으며, 매우 높은 난이도를 보인다고들 한다. 존 스텀프가 죽기 전에 작성했다거나 사건을 예고 했다는 등 여러 이론이 있지만, 이는 KBS에서 설명 오류가 있었던 것이다.